# Speed badminton
 (juin 2013).
Si vous disposez d'ouvrages ou d'articles de référence ou si vous connaissez des sites web de qualité traitant du thème abordé ici, merci de compléter l'article en donnant les références utiles à sa vérifiabilité et en les liant à la section « Notes et références ».

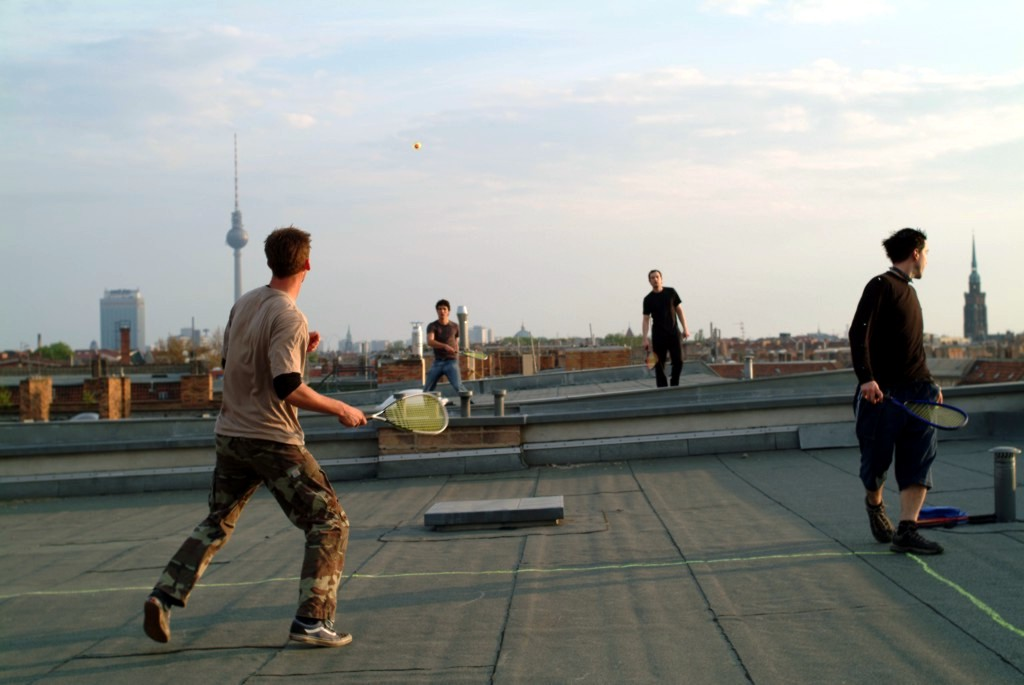
Match de speed badminton sur un toit

Le speed badminton ou crossminton est une variante du badminton qui se joue sans filet.
Souvent appelé Speedminton, qui est la marque déposée par la société inventrice du sport.

## Histoire
Le speed badminton a été inventé par le Berlinois Bill Brandes, qui cherchait à mettre au point une variante du badminton qui puisse se jouer en extérieur. En effet, au badminton classique, le volant est trop léger et le vent peut perturber le jeu.
En bref, le jeu combine différentes caractéristiques du tennis, du badminton et du squash.
Bill Brandes appela d'abord ce sport shuttleball. En 2001, il fut renommé speed badminton.
Le speed badminton est pratiqué par plusieurs dizaines de milliers de joueurs en Allemagne au sein de la toute récente fédération allemande de speed badminton.
En France, on compte environ 10 000 joueurs et une quinzaine de clubs en 2007. Le speed badminton a désormais une fédération sportive en France.
En octobre 2015, il est décidé que le speed badminton serait renommé en "crossminton".

## Règles[1],[2]

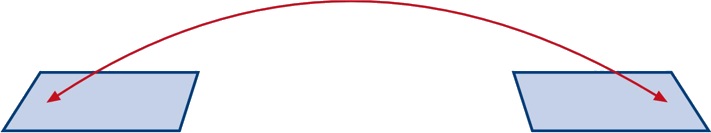
Schéma d'un court de speed badminton

- Le terrain de speed badminton est composé de deux carrés de 5,5 m de côté. Les carrés sont distants l'un de l'autre de 12,8 m. On peut y jouer sur la moitié d'un terrain de tennis. La limite de chaque carré est alors définie par la ligne de fond de cours, la ligne de service, la ligne médiane et la ligne extérieure du couloir de double. Le speed badminton peut être joué aussi bien en salle qu'en extérieur.

- Un match se déroule en deux sets gagnants ; le set se jouant en 16 points avec deux points d'écart.

- Un point est marqué lorsque le volant, appelé speeder, atteint le carré de l'adversaire, ou si ce dernier commet une faute. Les lignes font partie du terrain.

- Une faute est commise si :
  - le joueur fait un service faux ;
  - le joueur touche le speeder avec une partie de son corps ;
  - le joueur envoie le speeder en dehors du carré adverse ;
  - le joueur touche à plusieurs reprises le speeder avec sa raquette.

Si un joueur joue un speeder qui est hors des limites du terrain, alors le jeu continue.
- Le service et le choix du côté sont décidés par tirage au sort. Les joueurs effectuent 3 services chacun à tour de rôle. Une fois le score 15/15 atteint, un changement de service a lieu à la fin de chaque point. Le service peut être effectué soit à la cuillère avec le speeder devant le corps au milieu de son carré, soit avec le speeder au-dessus de la tête (smashé, avec saut ou non) à partir de la ligne de fond. Le joueur perdant un set a toujours le service au début du set suivant.

- Le changement de côté s'effectue à chaque fin de set pour garantir l'égalité des chances par rapport aux conditions de vent et d'éclairage. Au troisième set (set décisif), un changement de côté a lieu tous les 6 points.

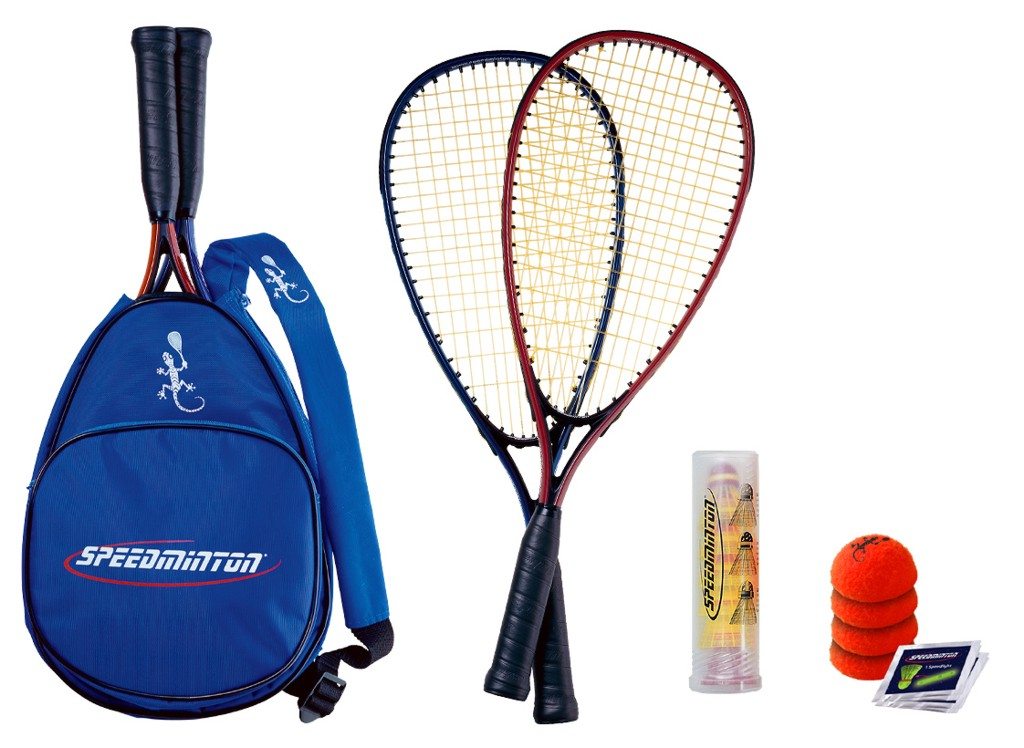
Équipement

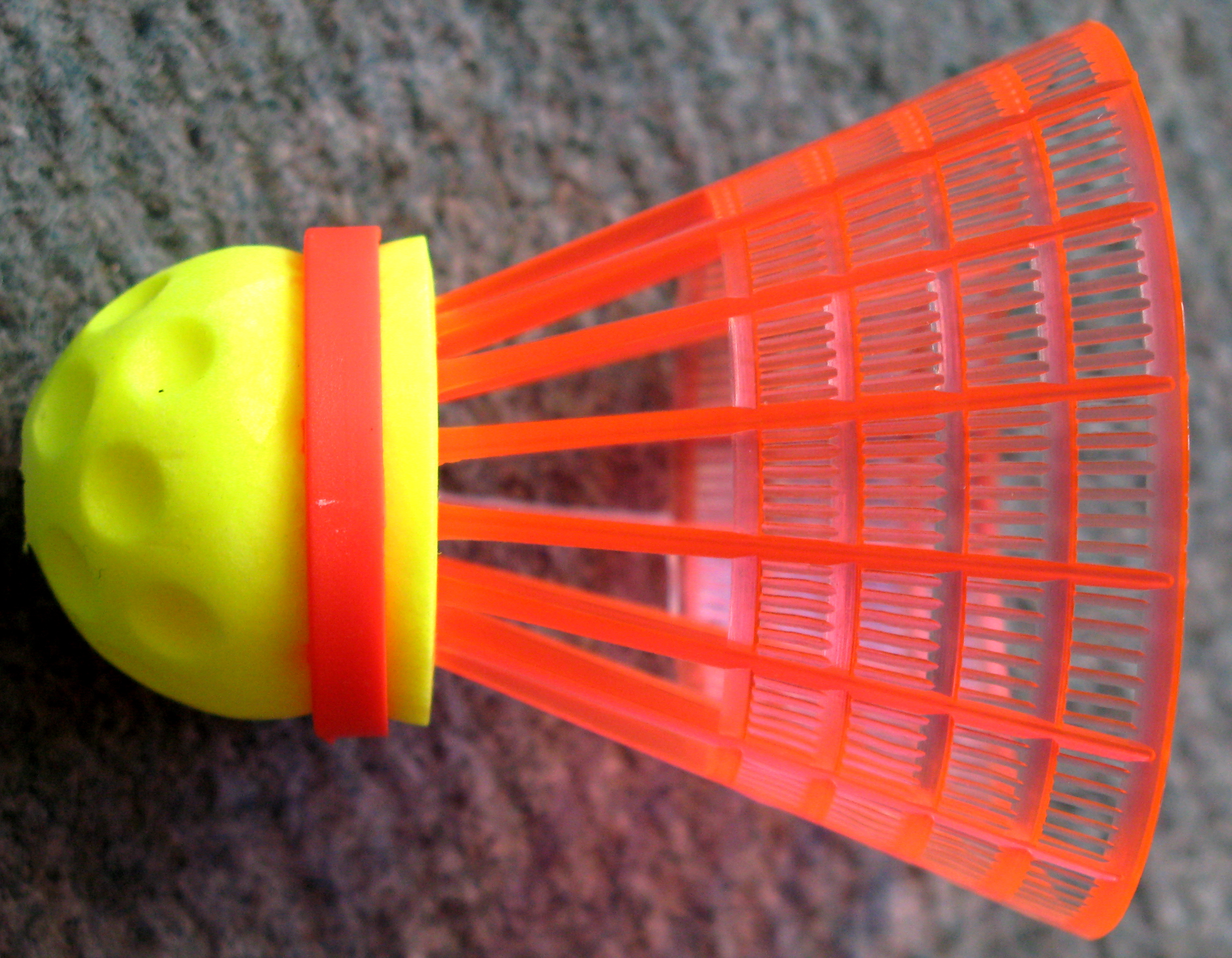
Fun Speeder

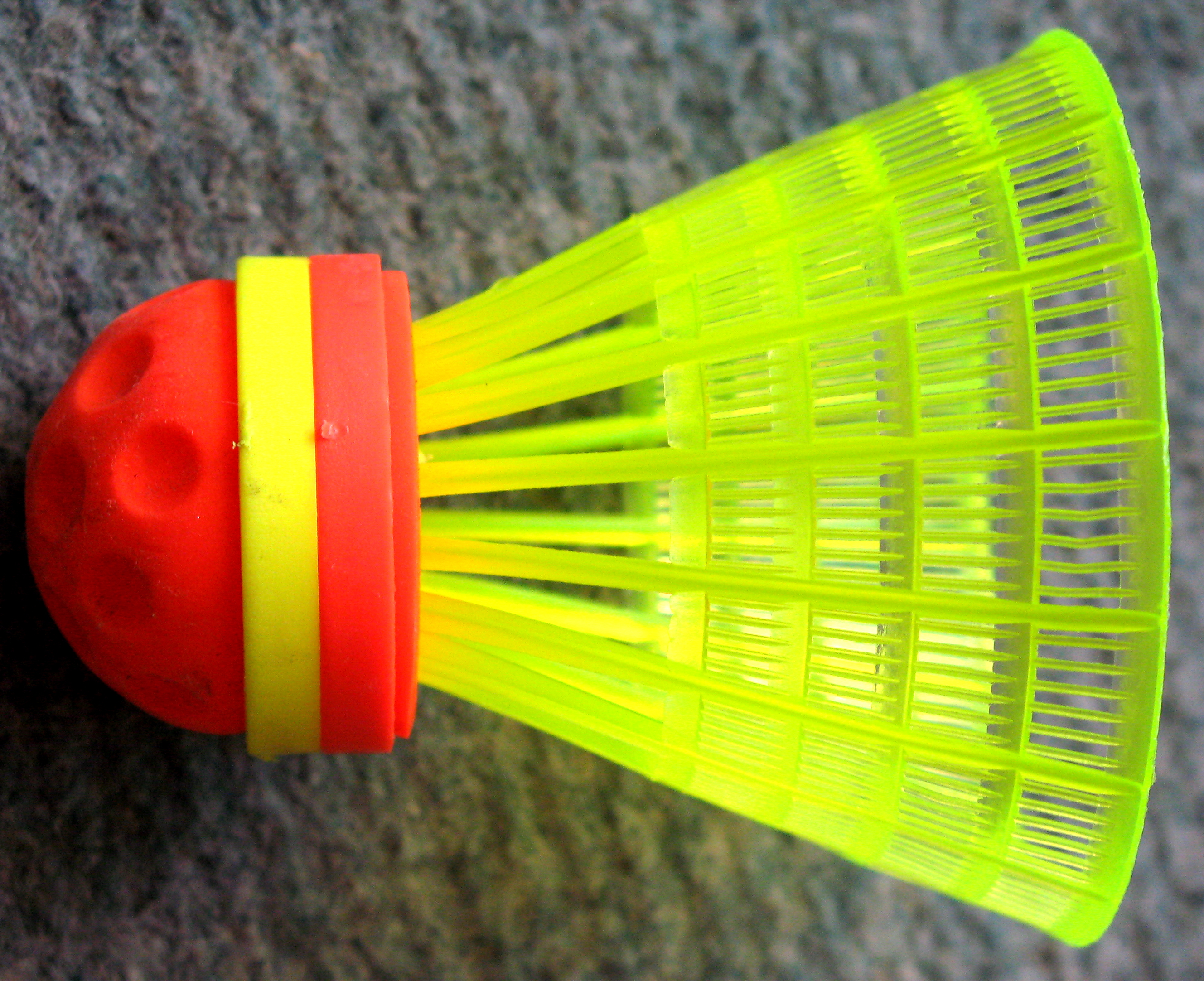
Match Speeder

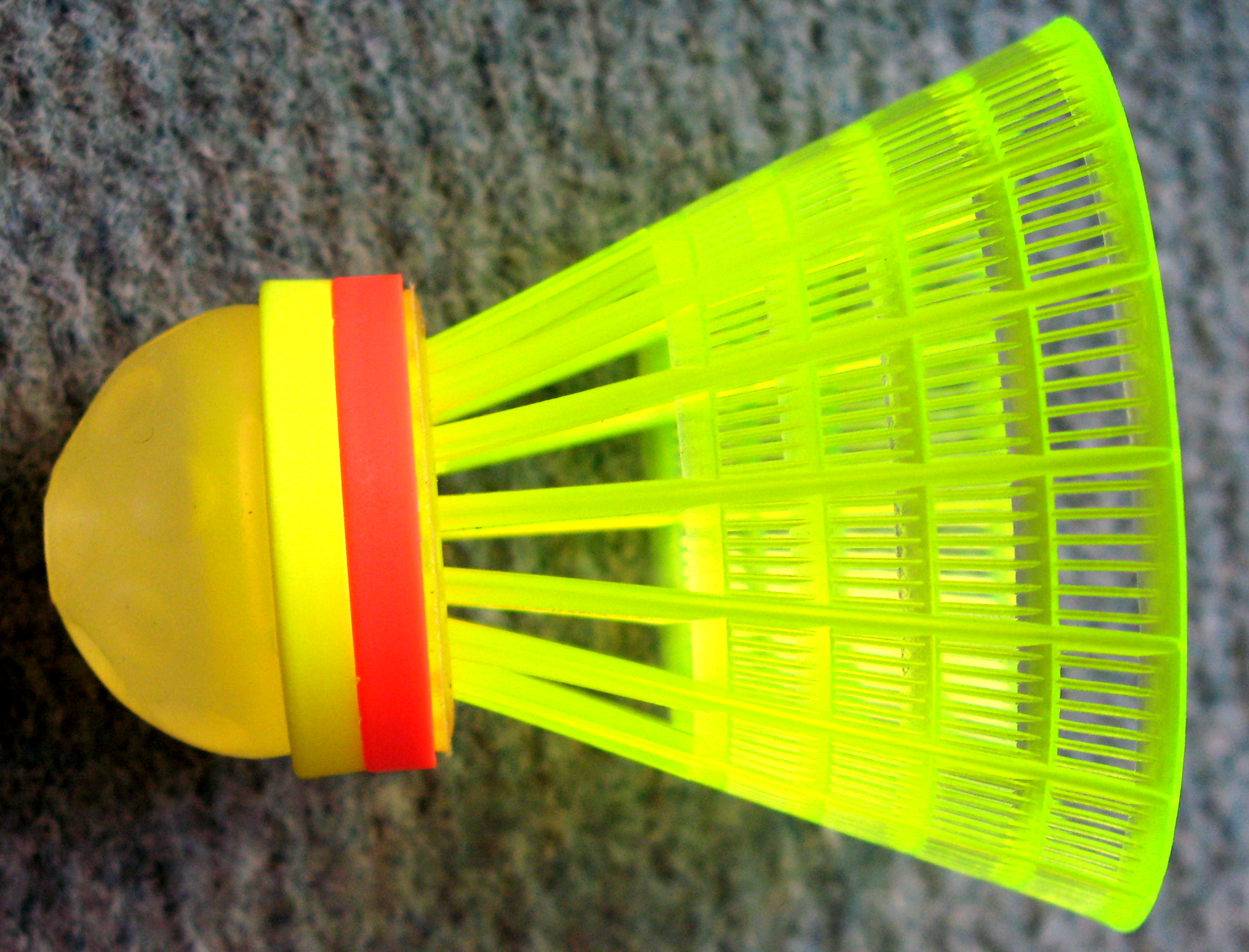
Night Speeder

## Équipement
- La raquette utilisée par chaque joueur est une raquette semblable à une raquette de squash dont la longueur est plus courte : 58 cm.
- Le volant appelé speeder est un produit de haute technologie dont le poids et la conception confèrent une meilleure résistance au vent qu'un volant à plumes. Grâce à une masse alourdie, et une taille de jupe diminuée, le speeder est plus aérodynamique. Une plus grande portée et une meilleure précision sont alors obtenues. Le speeder se décline en trois types :
  - Le fun speeder de couleur rouge, optimal pour les débutants et les courtes distances. Il pèse 7,0 grammes, a une portée d'environ 17 mètres et peut atteindre au maximum la vitesse de 260 km/h.
  - Le match speeder de couleur jaune, qui convient pour les compétitions et les longues distances. Il pèse 9,0 grammes, a une portée d'environ 23 mètres et peut atteindre au maximum la vitesse de 290 km/h.
  - Le night speeder de couleur jaune, qui s'utilise uniquement pour le jeu nocturne grâce aux speedlights qui se placent dans la tête transparente du speeder. Il pèse 8,8 grammes, a une portée d'environ 23 mètres et peut atteindre au maximum la vitesse de 290 km/h.

## [3]Variantes

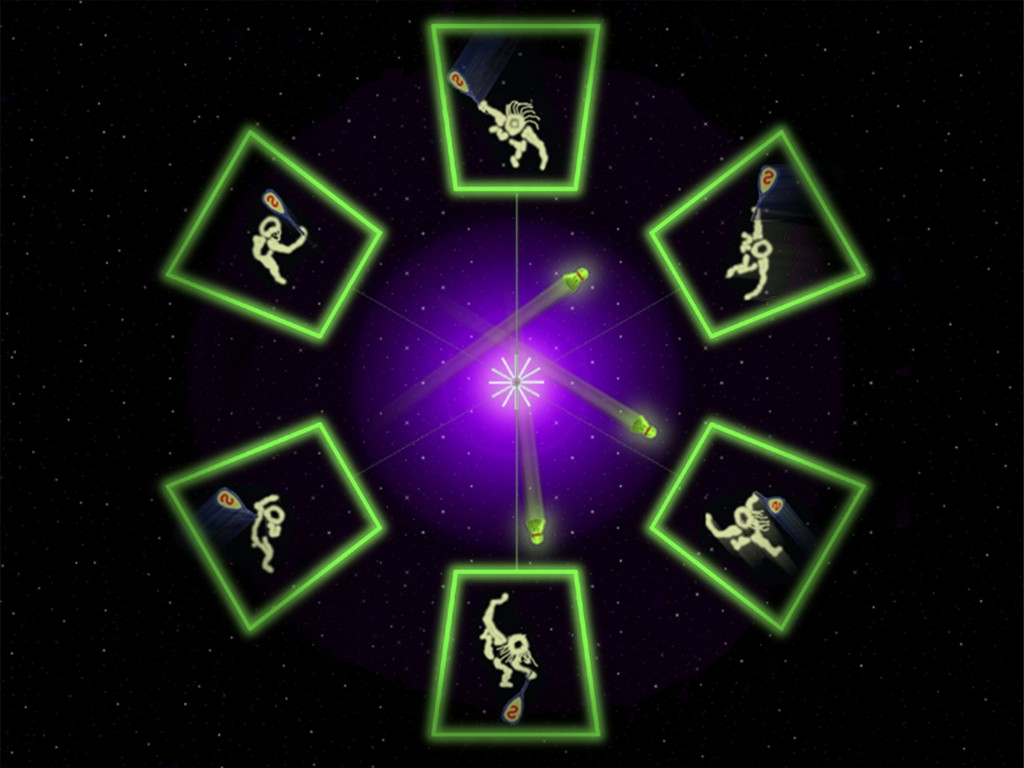
Disposition d'un terrain de Blackminton avec 6 joueurs

- Double : un match en double se joue sur le même court qu'un match de simple.

- Blackminton : Le Blackminton est la version nocturne du speed badminton qui se joue avec de l'équipement fluorescent (peinture, night speeders…), le tout éclairé par des pod's (pieds de lumière noire)

## Compétitions
Le French speedminton open 2008 s'est déroulé entre le 3 et 4 mai et qui a vu évoluer une soixantaine de participants de toute l'Europe.
Le 24 et 25 mai 2008, s'est déroulée la coupe d'Europe de speed badminton, à Liverpool.
Un autre Open France a eu lieu le 16 et 17 mars 2024 dans la ville d'Eragny-sur-Oise.
Il existe depuis le 13 décembre 2008 en France une fédération sportive de speed badminton.

## Championnat du monde
Les 26 et 27 aout 2011, le premier championnat du monde de speed badminton fut organisé sous le nom officiel « ISBO Azimut Hotels Speedminton World Championships ». Plus de 380 participants de 29 nations différentes dont le Canada, les États-Unis et l’Australie, se sont rendus à Berlin pour s'affronter dans 10 catégories et rencontrer les meilleurs joueurs du monde. Malgré de mauvaises conditions météorologiques, le suédois Per Hjalmarson a remporté le titre dans la catégorie principale des hommes. Chez les femmes, l'allemande Janet Köhler est devenue la première championne du monde.

## Tactiques
Il existe plusieurs tactiques de jeu malgré l'apparente simplicité d'échanges sans un filet. On peut citer parmi elles : le jeu offensif, de défense stratégique ou encore d'attaque passive. La première consiste à prendre de court l'adversaire, en le débordant par exemple avec des frappes plus puissantes (smash, coup droit…) afin de provoquer une réception difficile. Le placement est essentiellement à proximité du début du court.
Le jeu de défense peut s'apparenter à pousser son opposant à la faute directe, en jouant sur son épuisement physique, l'abandon psychologique à gagner le point, ou encore l'amener à une prise excessive de risque pour abréger l'échange. L'attaque passive ou contre-attaque de défense met l'accent sur la gestion des échanges et consiste à de l'analyse temps réel afin de placer un coup gagnant direct en prenant le moins de risque. Elle fait appel à une défense de l'aire de jeu avec une technique plus marquée sur l'utilisation du placement, et l'optimisation du risque.